# Газова страна
„Газова страна“ (на английски: Gasland) е американски документален филм на режисьора Джош Фокс (Josh Fox), пуснат на екраните през 2010 година.

## История
Режисьорът узнава, че в родния му край в щата Пенсилвания се планира добив на природен газ по метода хидравлично разбиване на пласта (известен като „фракинг“), чието споменаване е изключено от Закона за безопасна вода за пиене (Safe Drinking Water Act) на САЩ през 2005 г.
За да добие представа за възможните и вероятните вредни екологични последствия от такъв добив, Фокс посещава места в страната, където се добива природен газ по този метод. Среща се с местни жители, които му разказват за проблемите от газодобива, беседва също с еколози. В резултат е очертана нерадостна картина заради влошаването на качеството на водата, въздуха и здравето на хората в посетените места.
Отзивите за филма като цяло са одобрителни. В отговор обаче на критиките, подкопали доверието към бранша, Независимата петролна асоциация на Америка (Independent Petroleum Association of America), обединяваща производители на нефт и газ в САЩ, създава уебсайт с фактически неточности в „Газова страна“ и заснема филма „Правдива страна“(англ.)бълг., в който се разглеждат обвиненията от филма на Фокс.

## Награди
- 2010 г.: специална награда на журито на кинофестивала „Сънденс“ (САЩ)
- 2011 г.: праймтайм награда „Еми“ (САЩ) за най-добра режисура за нехудожествени програми (Джош Фокс)[3]